# 菊地一谷
QN（きゅーえぬ）は、日本のヒップホップMC、トラックメイカー。SIMI LABの元メンバー。別名は菊地 一谷（きくち かずや）など。

## 来歴
2007年、OMSB'EatsらとヒップホップグループSIMI LABを結成。話題を集めた同グループの楽曲「WALKMAN」のミュージック・ビデオの監督を務めた。2010年7月、1stソロ・アルバム『THE SHELL』を発表。
2011年3月、Earth No Mad名義での1stアルバム『Mud Day』を発表。同年7月に発売されたDyyPRIDEの1stソロ・アルバム『In The Dyyp Shadow』をトータル・プロデュース。同年12月、2ndソロ・アルバム『Dead Man Walking 1.9.9.0』を発表。
2012年5月、OMSB'Eatsへのディス曲「Omsbeef」を発表し、6月12日にSIMI LABからの脱退を公式に発表。6月15日、アルバム『New Country』を発売。6月21日にはNORIKIYOへのディス曲「My Street Knock」を発表。
2014年8月20日、アルバム『DQN忠臣蔵〜どっきゅんペチンス海物語〜』を発売。
2015年、アーティスト名をQNから菊地一谷に改名。これは予てから菊地成孔と共演していた事や、女優の菊地凛子による音楽作品に参加した流れで菊地ファミリーの傘下に入れさせてほしいと思った事に由来する。また、QNという名前はSIMI LAB時代に知られたものである為、別のスタンスでやりたいという思いになったとしている 。
3月18日、アルバム『CONCRETE CLEAN 千秋楽』をPヴァインより発売。同アルバムには2012年にディスしBEEF関係にあったNORIKIYOが客演。その他、SEEDA、菊地成孔、MARIA（SIMI LAB）らが客演。
2017年、アーティスト名を菊地一谷からQNに改名。9月13日、QN offical siteを開設。 。

## ディスコグラフィ

### アルバム
- THE SHELL（2010年7月29日、ファイルレコード）
- Earth No Mad / SEX MADNESS VOL.1（2010年10日、フリーダウンロード）
- Earth No Mad / Mud Day（2011年3月25日、SUMMIT）
- Earth No Mad / Mud Day Instrumentals（2011年4月6日、SUMMIT）
- Dead Man Walking 1.9.9.0（2011年12月23日、諭吉レコード）
- New Country（2012年6月15日、SUMMIT）
- DQN忠臣蔵〜どっきゅんペチンス海物語〜（2014年8月20日、Pヴァイン）
- CONCRETE CLEAN 千秋楽（2015年3月18日、Pヴァイン）

### シングル・EP
- Earth No Mad / Mud Day EP（2011年8月31日、SUMMIT）
- Dead Man Walking（Tachiya Kazunari）（2011年12月15日、配信のみ）

### ユニット作品
- DJ Hi'Spec & J.T.F from SIMI LAB / Round Here（2011年2月18日、SUMMIT）
- J.T.F from SIMI LAB / ROUND HERE: FREE DL（2011年4月1日、ミックステープ）
- MUTANTAINERS / Real Soon Free Style feat. JUMA, Marvin（2012年5月20日）
- MUTANTAINERS / MYND OF MUTANT 突然変異的反抗期（2013年4月3日）

### 客演&プロデュース作品
- METEOR / MOTEL feat. DEJI, QN, OMSB'Eats & CUTE（2009年11月27日）
- WAH NAH MICHEL / Dark Hero（2011年）
- WAH NAH MICHEL / I Gotta Cloud（2011年）
- WAH NAH MICHEL / CAPCOM（2011年）
- DyyPRIDE / In The Dyyp Shadow（2011年7月15日）
- FIND MARKET / Slave feat. QN（2011年11月23日）
- KYN from SD JUNKSTA / SILENT POWER feat. QN & SALU  *prod by QN（2011年12月8日）
- KYN from SD JUNKSTA / 無常 feat. QN  *prod by QN（2011年12月8日）
- LOWPASS / Smell feat. QN & OMSB'Eats（2011年12月14日）
- ROUNDSVILLE / Tripping Out feat. Ijoff, QN & MARIYA from SIMI LAB（2012年1月18日）
- DJ PMX / HIP HOP HOLIC feat. Cherry Brown, KNUX, QN & MARIA（2012年2月8日）
- MSN mc's（KYN, QN, KKD, DEDARA）/ 音楽硬派（2012年3月13日）
- DCPRG / マイクロフォン・タイソン feat. SIMI LAB（2012年3月28日）
- DCPRG / Uncommon Unremix feat. SIMI LAB（2012年3月28日）
- 田我流 / ハッピーライフ feat. QN, OMSB, MARIA from SIMI LAB（2012年4月11日）
- DJ松永 / Tell The Truth feat. QN from SIMI LAB（2012年5月2日）
- DyyPRIDE / Ride So Dyyp  *prod by Earth No Mad（2013年3月8日）
- DyyPRIDE / We Can't Move Back  *prod by Earth No Mad（2013年3月8日）
- LOWPASS / Milkshake feat. N.A.R.E（2013年5月2日）
- MARIA / Hang Over Left Over  *prod by Earth No Mad（2013年7月12日）
- MARIA / White Sugar  *prod by Earth No Mad（2013年7月12日）
- MARIA / Your Place  *prod by Earth No Mad（2013年7月12日）